# Happiness Is a Four-letter Word
Happiness Is a Four-letter Word es una película de drama romántico sudafricana de 2016 dirigida por Thabang Moleya y escrita por Busisiwe Ntintili. La película está basada en la novela del mismo nombre de Nozizwe Cynthia Jele.￼￼

## Sinopsis
La película gira en torno a tres mujeres. La glamorosa ama de casa Zaza (Khanyi Mbau), parece estar viviendo el sueño sudafricano de dinero, éxito y amor. La abogada y perfeccionista compulsiva Nandi (Mmabatho Montsho) cuya vida, que vista desde fuera es perfecta, tiene una gran carrera y está por casarse, le resulta asfixiante. La última de las tres amigas es Princess (Renate Stuurman), dueña de una galería de arte de moda. Las tres se enfrentan a los cambios de sus vidas a medida que aprenden que la felicidad no trae instrucciones. 

## Elenco
- Khanyi Mbau como Zaza
- Renate Stuurman como Princess
- Mmabatho Montsho como Nandi
- Chris Attoh como Chris
- Emmanuel Castis como Le Roux
- Tongayi Chirisa como Thomas
- Richard Lukunku como Leo
- Stevel Marc como Fabian

## Recepción

### Taquilla
La película atrajo a 45,000 asistentes con una taquilla de R $ 371,782 en sus tres primeros días. Obtuvo el mejor rendimiento entre los estrenos en Sudáfrica el fin de semana del 19 de febrero, contra películas internacionales como 13 Horas: Los soldados secretos de Bengasi, Hail, Caesar!, Fifty Shades of Black y Trumbo. Mario Dos Santos, director ejecutivo de Ster-Kinekor Entertainment, dijo: "Los resultados del fin de semana de apertura son simplemente abrumadores no solo desde la perspectiva del contenido local, sino también en comparación con el contenido de Hollywood".

## Secuela
En marzo de 2021, Netflix anunció que había dado luz verde a una secuela de la película, titulada Happiness Ever After, con Mbau y Moleya regresando y Ayanda Halimana escribiendo el guion. La producción se realizará en Johannesburgo.